# IPod Touch

iPod Touch 5. generace

iPod Touch (stylizováno jako iPod touch) byl multimediální přehrávač od společnosti Apple z rodiny přehrávačů iPod. Kromě přehrávání hudby a videa disponoval Wi-Fi připojením na Internet, jako prohlížeč používal mobilní verzi Safari. Jelikož používal operační systém iPhone OS / iOS, šlo na něm provozovat hry a další programy pro tento systém. Nepodporoval USB Mass Storage, veškeré soubory bylo možné nahrát jen pomocí iTunes. Hry a aplikace se nakupovaly přes App Store.
První generace se prodávala od roku 2007, druhá generace od roku 2008, třetí od roku 2009, čtvrtá od roku 2010, pátá od roku 2012, šestá od roku 2015 a poslední sedmá od roku 2019. iPod Touch je často prezentován jako iPhone bez možnosti volání, ale iPod byl nejpoužívanější jako herní konzole. Oproti ostatním herním konzolím měl výhodu v ceně her, která se pohybovala okolo dvou až tří eur za hru.
V květnu 2022 Apple oznámil, že ukončuje výrobu poslední generace iPod Touch a pouze prodá skladové zásoby. Tím produkt prakticky zanikl.

## Technické specifikace
|  | Staré |  | Současné |

| Model                           | 1. generace                                                                                  | 2. generace                                                                                  | 3. generace                                                                                  | 4. generace                                                                                                 | 5. generace                                                                                            | 6. generace |
| ------------------------------- | -------------------------------------------------------------------------------------------- | -------------------------------------------------------------------------------------------- | -------------------------------------------------------------------------------------------- | --- | --- | --- |
| Kódové označení                 | A1213                                                                                        | A1288                                                                                        | A1318                                                                                        | A1367 | A1421                                                                                                  | A1574 |
| Předinstalovaný OS (při vydání) | iPhone OS 1.1                                                                                | iPhone OS 2.1.1                                                                              | iPhone OS 3.1.1                                                                              | iOS 4.1 | iOS 6.0                                                                                                | iOS 8.4 |
| Max. verze OS                   | iPhone OS 3.1.3                                                                              | iOS 4.2.1                                                                                    | iOS 5.1.1                                                                                    | iOS 6.1.6                                                                                                   | iOS 8.4                                                                                                | iOS 12.5.3 |
| Displej                         | 3.5 palce; poměr: 2:3, LCD displej, LED podsvícení, rozlišení: 480 × 320 px (HVGA) – 163 ppi | 3.5 palce; poměr: 2:3, LCD displej, LED podsvícení, rozlišení: 480 × 320 px (HVGA) – 163 ppi | 3.5 palce; poměr: 2:3, LCD displej, LED podsvícení, rozlišení: 480 × 320 px (HVGA) – 163 ppi | stejné jako u 1.–3. generace kromě rozlišení: 960 × 640 px – 326 ppi                                        | 4 palce, poměr: 16 : 9, rozlišení: 1136 × 640 px – 326 ppi                                             | 4 palce, poměr: 16 : 9, rozlišení: 1136 × 640 px – 326 ppi                                                                    |
| Procesor                        | Samsung S5L8900                                                                              | Samsung S5L8720                                                                              | Samsung S5L8920                                                                              | Apple A4 (S5L8930)                                                                                          | Apple A5 (S5L8942)                                                                                     | Apple A8 (APL1011) |
| Procesor - technologie          | 620 MHz (Podtaktované na 412 MHz) ARM 1176JZ(F)-S                                            | 620 MHz (Podtaktované na 533 MHz) ARM 1176JZ(F)-S                                            | 833 MHz (Podtaktované na 600 MHz) ARM Cortex-A8 core                                         | 1 GHz (Podtaktované na 800 MHz) ARM Cortex-A8                                                               | ARM Cortex-A9 1 GHz                                                                                    | ARMv8-A 64-bit 1.4 GHz (podtaktován na 1.1 GHz) s M8 pohybový koprocesorem                                                    |
| Grafická karta                  | PowerVR MBX Lite GPU                                                                         | PowerVR MBX Lite GPU                                                                         | PowerVR SGX535 GPU                                                                           | PowerVR SGX535 GPU                                                                                          | PowerVR SGX543MP2                                                                                      | PowerVR Series 6XT GX6450 (quad-core)                                                                                         |
| Audio kodek                     | Wolfson Microelectronics WM8758BG                                                            | Cirrus Logic CS4398                                                                          | Cirrus Logic CS4398                                                                          | Cirrus Logic 338S0589                                                                                       | Cirrus Logic 338S1077                                                                                  | Cirrus Logic 338S1077 |
| paměť Flash                     | 8, 16 nebo 32 GB                                                                             | 8, 16 nebo 32 GB                                                                             | 32 nebo 64 GB                                                                                | 8, 16, 32 nebo 64 GB                                                                                        | 16, 32 nebo 64 GB                                                                                      | 16, 32, 64 nebo 128 GB |
| RAM                             | 128 MB DRAM                                                                                  | 128 MB DRAM                                                                                  | 256 MB DRAM                                                                                  | 256 MB DRAM                                                                                                 | 512 MB                                                                                                 | 1 GB |
| Konektivita                     | Wi-Fi (802.11b/g) 30-pin konektor                                                            | Navíc: Bluetooth 2.1 + EDR, Reproduktor, hardware tlačítka ovládání hlasitosti, Nike+        | Navíc: Voice control                                                                         | Navíc: Wi-Fi (802.11b/g/n) [802.11n na 2.4 GHz] 3osý gyroskop Mikrofon                                      | Navíc: Bluetooth 4.0 (802.11a/b/g/n) [802.11n na 2.4 GHz a 5.0 GHz] Lightning nahradil 30-pin konektor | Navíc: Bluetooth 4.1 (802.11a/b/g/n) [802.11n na 2.4 GHz a 5.0 GHz] Lightning nahradil 30-pin konektor                        |
| Kamera                          | Není                                                                                         | Není                                                                                         | Není                                                                                         | Zadní (hlavní): 0.7 MP fotky a (720p HD video a 30 fps) Přední: 0.3 MP VGA-quality fotky a video až 30 fps. | Zadní: 5 MP fotky + LED blesk (1080p HD video až 30 fps) Přední: 1.2 MP fotky 720p HD video až 30 fps. | Zadní: 8 MP fotky + LED blesk (1080p HD video až 30 fps, 720p video až 120 fps) Přední: 1.2 MP fotky 720p HD video až 30 fps. |
| Barvy                           | Pouze černá                                                                                  | Pouze černá                                                                                  | Pouze černá                                                                                  | Černá nebo bílá                                                                                             | Černá (Space Gray), Bílá (Stříbrná), Růžová, Žlutá, Modrá, Product Red (červená)                       | Černá (Space Gray), Bílá (Stříbrná), Růžová, Modrá, Product Red (červená)                                                     |
| Rozměry                         | 110 × 61.8 × 8 mm                                                                            | 110 × 61.8 × 8.5 mm                                                                          | 110 × 61.8 × 8.5 mm                                                                          | 111 × 58.9 × 7.2 mm                                                                                         | 123.4 × 58.6 × 6.1 mm                                                                                  | 123.4 × 58.6 × 6.1 mm |
| Váha                            | 120 g                                                                                        | 115 g                                                                                        | 115 g                                                                                        | 101 g | 88 g                                                                                                   | 88 g |
| Vydání                          | 8, 16 GB: 5. září 2007 32 GB: 27. ledna 2008                                                 | 9. září 2008                                                                                 | 9. září 2009                                                                                 | Černá: 1. září 2010 Bílá: 12. října 2011 16 GB: 12. září 2012                                               | 32, 64 GB: 11. října 2012 16 GB: 1. července 2014                                                      | 16, 32, 64, 128 GB: 15. července 2015                                                                                         |

## Aplikace
Po zakoupení byly k dispozici tyto aplikace: Safari, obrázky (prohlížeč fotografií), kontakty, kalendář, kalkulačka, hodiny, e-mail, Apple mapy, App Store, přehrávač hudby, videa, Passbook, Kiosek, iTunes, akcie, poznámky, Game Center (3., 4. a 5. generace s iOS 6 a 7), diktafon (mikrofon jen u 3., 4. a 5. generace) a FaceTime (pouze u 4. a 5. gen.). Dalších přibližně 585 milionů aplikací a her je možné stáhnout přes App Store.

## Multimédia
Přehrávač podporuje soubory ve formátu MP3, AAC, WAV, videa ve formátech MP4 a MOV a obrázky typu JPG, PNG, GIF a PSD.

## iTunes
Tato aplikace slouží jednak k posílání medií do iPodu a také se s její pomocí přizpůsobuje domovská obrazovka a jen s ní je možný přístup do iTunes Store pro stahování hudby, aplikací, videa a sdílení multimédií.